# Distretto di Tashkent
Il distretto di Tashkent (usbeco Toshkent) è uno dei 15 distretti della Regione di Tashkent, in Uzbekistan. Il capoluogo è Keles.